# La luz de mis ojos
La luz de mis ojos es una telenovela colombiana producida por Dramax Producciones para RCN Televisión. Dirigida por Jorge Ali Triana y Felipe Aguilar, con libretos de María del Socorro González Ocampo, Gerardo Pinzón y Claudia Rojas, basada en una obra original de Alonso Sánchez Baute.
Está protagonizada por Laura de León y Édgar Vittorino, con las actuaciones antagónicas de Tahimí Alvariño, Emerson Rodríguez Gómez, Daniela Tapia y Katherine Vélez. Cuenta, además, con las participaciones estelares de Majida Issa, Susana Torres, y de un destacado elenco de primeros actores de la televisión colombiana, como Vicky Hernández, Salvo Basile, Julio del Mar y Margalida Castro. Esta producción marca el debut artístico de Gaby Garrido y Sergio Arévalo, exparticipantes del reality show Protagonistas de Nuestra Tele en la versión 2013. soledad recupera la vista.

## Sinopsis
La luz de mis ojos cuenta la historia de Soledad Burgos una muchacha que nació en medio de la adversidad. A temprana edad perdió completamente la visión. Su discapacidad provoca accidentalmente la muerte de su hermano mayor y el odio impertérrito de una madre que guarda un secreto. La vida privó a Soledad del principal sentido, pero a cambio le regaló un don: canta con la perfección que sólo pueden hacerlo los grandes cantantes del mundo. Pero su don es brutalmente reprimido, escondido y tajantemente negado por Delfina, la madre amargada y ambiciosa, quien no le perdona la muerte de su verdadero hijo.
Soledad crece y se convierte en una hermosa mujer a quien todos reconocen como una artista a pesar de las constantes y brutales negativas de Delfina. El amor y el reconocimiento de Vicente, tratará de redimir a Soledad. Vicente pertenece a una adinerada familia y él mismo posee una cuantiosa fortuna personal, representada en tierras y en ganado. Pero la pasión del muchacho es una pequeña emisora fundada por su tía, la hermosa y rebelde Faride Chadid, a quien Vicente adora y apoya irrestrictamente. Pero la riqueza de Vicente atrae oprobiosamente a una parte de su propia familia en bancarrota. El joven cae en una trampa: Amira Rebeca, la prima hermana de Vicente, impulsada por su perversa madre, seduce a Vicente y se presta para la creación de un engaño que atrapa y cambia de rumbo la vida de Vicente. Esta entrega accidental ocurrida después de una noche de fandango, es utilizada por la familia de Amira Rebeca para intentar "casar" a Vicente a toda costa. Se desata una guerra familiar.
La injusticia activa las fuerzas del destino y, contrario a lo previsto, tal presión lleva a Vicente a los brazos de Soledad y al encuentro del verdadero amor. No obstante, este amor se tornará difícil para ambos, pues el destino parece estar empeñado en separarlos, ya que Vicente conoce a Soledad minutos después de casarse con alguien a quien no quiere.
Pese a las dificultades que ha tenido que afrontar Soledad, ella tiene el sueño de ser una reconocida cantante de porros.
Y aunque emprender su mayor sueño será un poco complicado, ella aprenderá a conocer el mundo desde los ojos del alma.
Además, Vicente le enseñará muchas cosas de la vida a través del amor y la confianza que tiene en ella, lo que provocará que Amira Rebeca lo intente todo para destruirlo.
No obstante, la magia del fandango y el porro construirá en ella y en las personas que la rodean todo un mundo lleno de amor y de ganas de luchar por su sueño pese a su limitación. 
«Lo bello no es lo que ve con los ojos sino lo que se siente con el corazón»
— El Principito
Y son precisamente estas palabras las que le han enseñado a Soledad a encontrar la belleza no solo en lo que la rodea sino en las personas que están a su alrededor.

## Reparto
- Laura de León – Soledad Burgos
- Édgar Vittorino – Vicente Bula Chadid
- Katherine Vélez – Guillermina «Mema» Chadid de Bula
- Tahimí Alvariño – Delfina Ricardo Vda. de Burgos
- Daniela Tapia – Amira Rebeca Bula Chadid
- Salvo Basile – Fuad Chadid
- Majida Issa – Faride Chadid
- Susana Torres – Evangelina Chadid
- María Eugenia Arboleda – Dominga
- Juan Sebastián Aragón – Dr. Carlos Márquez
- Orlando Lamboglia – David Bula
- Juan Carlos Messier – Eduardo Bula
- Emerson Rodríguez Gómez – Silvino Bula Chadid
- Sergio Arévalo – Silvio Bula Chadid
- Johan Rivera – Pacho Mogolla
- Vicky Hernández – Madre Perpetua Molano
- Margalida Castro – Josefina Burgos
- Rashed Estefenn – Dr. Alejandro Zarur
- Gaby Garrido – Romina Rodríguez
- Boris García – Crescencio Lezama
- Julio del Mar † – Padre Constantino
- Luis Miguel Hurtado – Senador Enrique
- Alberto Borja – Catalino Sordui
- Ana María Sánchez – Teresita Daza
- Ángela Gómez – Sofi Arrázola
- Luisa Vides – Sandrita Daza
- José Lombana – Adahir Lamprea
- Miguel Ángel Romero – Juan Abel
- Milady Dau – Mimí
- Tatiana Ariza – Merceditas
- María Mendoza – Thania
- Yomaira Valdez – Emperatriz
- Obeida Benavides – Lesbia
- Jorge Herrera – Padre Gervasio
- Marcela Forero – Leyla
- Mimí Anaya – Hermana Cecilia
- Constanza Gutiérrez – Ángeles Castro
- Aglaé Caraballo – Hermana Honorata
- Álvaro Araújo – Calixto Burgos

## Premios y reconocimientos

### Premios India Catalina
| Año  | Categoría                              | Nominado                       | Resultado |
| ---- | -------------------------------------- | ------------------------------ | --------- |
| 2018 | Mejor arte de telenovela o serie       | Angélica Perea                 | Nominada  |
| 2018 | Mejor fotografía de telenovela o serie | Andrés Gutiérrez, Camilo Yunis | Nominados |

### Premios TVyNovelas
| Año  | Categoría                  | Nominado     | Resultado |
| ---- | -------------------------- | ------------ | --------- |
| 2018 | Mejor revelación artística | Gaby Garrido | Nominada  |